# 勝田運輸区
勝田運輸区（かつたうんゆく）は、かつてあった東日本旅客鉄道（JR東日本）水戸支社の運転士・車掌が所属する組織である。2024年9月30日限りで廃止し、現在は勝田統括センター。

## 乗務範囲

### 定期列車
- 常磐線（上野東京ライン）：品川 - いわき
- 水戸線：友部 - 小山

### 臨時列車
- 武蔵野線：南流山 - 西船橋
- 京葉線：西船橋 - 東京

| スタブアイコン | サブスタブ | この項目は、まだ閲覧者の調べものの参照としては役立たない、鉄道に関連した書きかけの項目です。この項目を加筆・訂正などしてくださる協力者を求めています（P:鉄道/PJ:鉄道）。 |